# Івангород (Кропивницький район)
Іванго́род — село в Україні, в Олександрівській селищній громаді Кропивницького району Кіровоградської області. Населення становить 979 осіб. Колишній центр Івангородської сільської ради.

## Географія
Село Івангород розташоване в Кропивницькому районі Кіровоградської області на межі лісостепу і степу.
На півночі село межує з с. Веселе, на північному заході — с. Гайове, на південному заході — с. Польове, с. Бовтишка, на південному сході — с. Омельгород, на північному сході — с. Стримівка, Бірки. Відстань від Олександрівки до Івангорода 8 км.
Село розташоване у центральній частині Українського кристалічного щита, утвореного докембрійськими кристалічними породами, що перекриті продуктами руйнування і піщано-глинистими відкладами неогенового й четвертинного періодів. Покриття кристалічного масиву дуже нерівне і характеризується наявністю великих і малих підвищень та западин. Продукти руйнування давніх кристалічних порід перекриті відкладами балтської світи. Балтські відклади лежать на кристалічних породах і представлені пісками і глиною.

## Історія

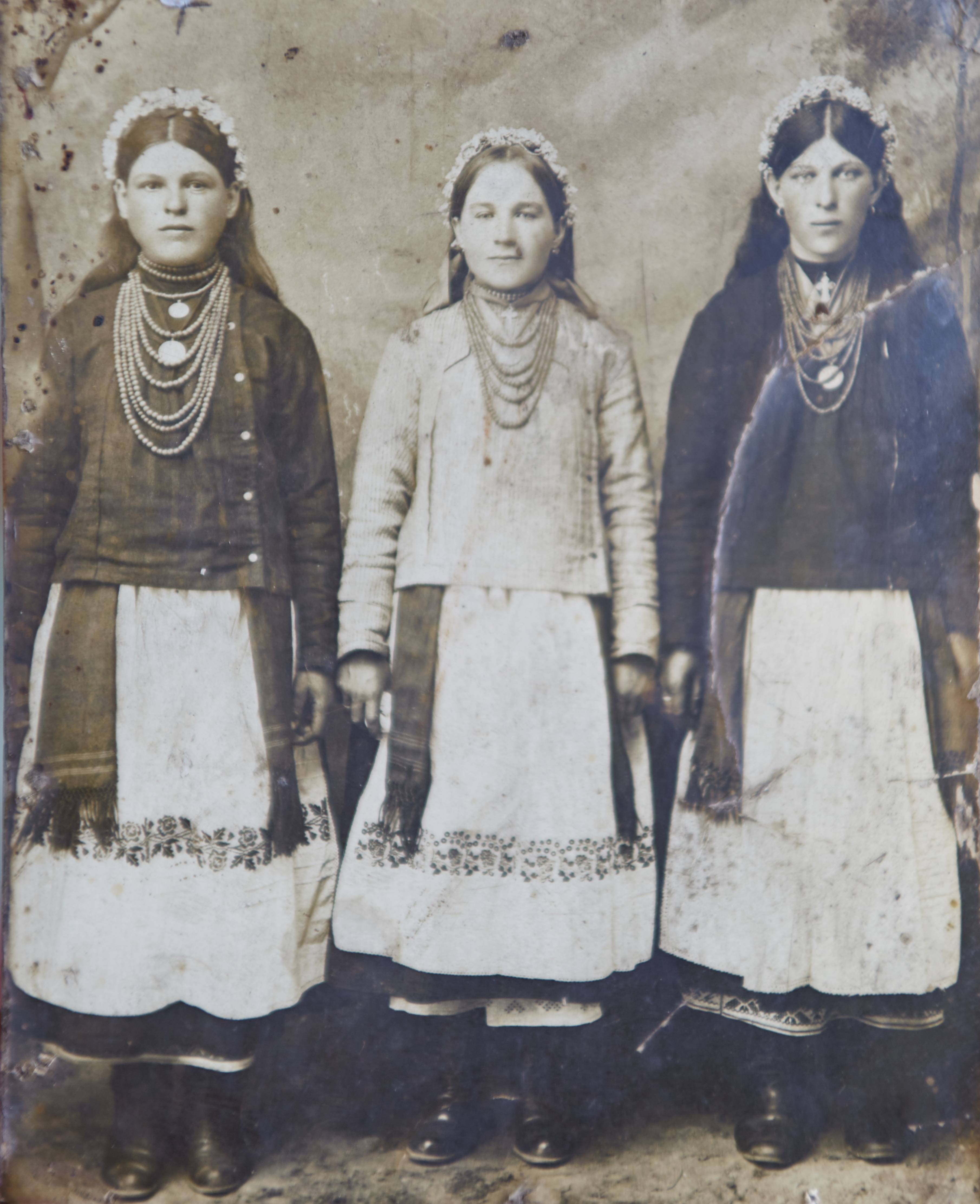
Івангородські дівчата, 1927 рік

Станом на 1885 рік у колишньому власницькому селі Бовтиської волості Чигиринського повіту Київської губернії мешкало 2343 осіб, налічувалось 476 дворових господарств, існувала православна церква, 4 постоялих будинки та лавка.
За переписом 1897 року кількість мешканців зросла до 3037 осіб (1505 чоловічої статі та 1532 — жіночої), з яких 3001 — православної віри.

## Населення
Згідно з переписом УРСР 1989 року чисельність наявного населення села становила 1553 особи, з яких 689 чоловіків та 864 жінки.
За переписом населення України 2001 року в селі мешкало 979 осіб.

### Мова
Розподіл населення за рідною мовою за даними перепису 2001 року:
| Мова       | Відсоток |
| ---------- | -------- |
| українська | 96,94 %  |
| російська  | 2,45 %   |
| молдовська | 0,41 %   |
| білоруська | 0,20 %   |

## Відомі люди
- Корнер Віктор Дмитрович (1912—1984) — військовий діяч, контр-адмірал, Герой Радянського Союзу (1945).
- Гуртовий Василь Мусійович (1927—2004) — Герой Соціалістичної праці, депутат Верховної Ради УРСР 10-11-го скликань.